# Премия имени И. М. Сеченова
Премия имени И. М. Сеченова — научная награда Академии наук СССР, была учреждена в 1956 году с формулировкой «за выдающиеся научные работы в области общей физиологии».
В соответствии с решением Президиума АН СССР 1959 года, определившим основные принципы присуждения наград, премию присуждали раз в три года.
Премия названа в честь выдающегося русского физиолога и биолога Ивана Михайловича Сеченова.

## Награждённые учёные
| Год  | Лауреат премии                           | Научные степени и звания                                      | Должность | Формулировка премии                                                                                    | Примечание |
| ---- | ---------------------------------------- | ------------------------------------------------------------- | --- | --- | ---------- |
| 1962 | Иван Соломонович Бериташвили             | академик АН СССР                                              | | За работу «Нервные механизмы поведения высших позвоночных животных», изданную в 1961 году              |            |
| 1965 | Николай Иванович Гращенков (посмертно)   | доктор медицинских наук, член-корреспондент АН СССР           | директор Лаборатории по изучению нервных и гуморальных регуляций Института высшей нервной деятельности АН СССР | За монографию «Гипоталамус, его роль в физиологии и патологии»                                         |            |
| 1965 | Владимир Михайлович Хаютин               | доктор медицинских наук                                       | сотрудник Института нормальной и патологической физиологии АМН СССР                                            | За монографию «Сосудо-двигательные рефлексы»                                                           |            |
| 1968 | Алексей Леонтьевич Бызов                 | доктор биологических наук                                     | сотрудник Института проблем передачи информации АН СССР                                                        | За работы в области электрофизиологических исследований сетчатки                                       | 2000 руб.  |
| 1971 | Владимир Иванович Скок                   | доктор биологических наук                                     | сотрудник Института физиологии имени А. А. Богомольца АН УССР                                                  | За монографию «Физиология вегетативных ганглиев»                                                       |            |
| 1974 | Сима Симоновна Мусящикова                | доктор биологических наук                                     | | За монографию «Кортикальное и субкортикальное представительство висцеральных систем»                   |            |
| 1974 | Владимир Николаевич Черниговский         | академик АМН СССР, академик АН СССР                           | директор Института физиологии имени И. П. Павлова АН СССР                                                      | За монографию «Кортикальное и субкортикальное представительство висцеральных систем»                   |            |
| 1977 | Платон Григорьевич Костюк                | доктор биологических наук, академик АН УССР, академик АН СССР | директор Института физиологии имени А. А. Богомольца АН УССР                                                   | За монографию «Структура и функции нисходящих систем спинного мозга»                                   |            |
| 1980 | Александр Борисович Коган                | доктор биологических наук                                     | директор НИИ нейрокибернетики при Ростовском государственном университете                                      | За монографию «Функциональная организация нейронных механизмов мозга»                                  |            |
| 1983 | Александр Иванович Шаповалов (посмертно) | член-корреспондент АН СССР                                    | | За цикл работ «Синаптические механизмы в центральной нервной системе»                                  |            |
| 1986 | Александр Михайлович Уголев              | доктор медицинских наук, академик АН СССР                     | | За монографию «Эволюция пищеварения и принципы эволюции функций. Элементы современного функционализма» |            |
| 1989 | Филипп Николаевич Серков                 | академик АН УССР                                              | заместитель директора Института физиологии НАН Украины                                                         | За цикл работ «Нейронные и синаптические механизмы торможения в коре головного мозга»                  |            |